# Cecilia Lichtveld
Cecilia Wilhelmina Maria Lichtveld (Abcoude, 4 mei 1928 – Amsterdam 20 april 2018) was een Nederlandse theater-, televisie- en stemacteur.

## Biografie

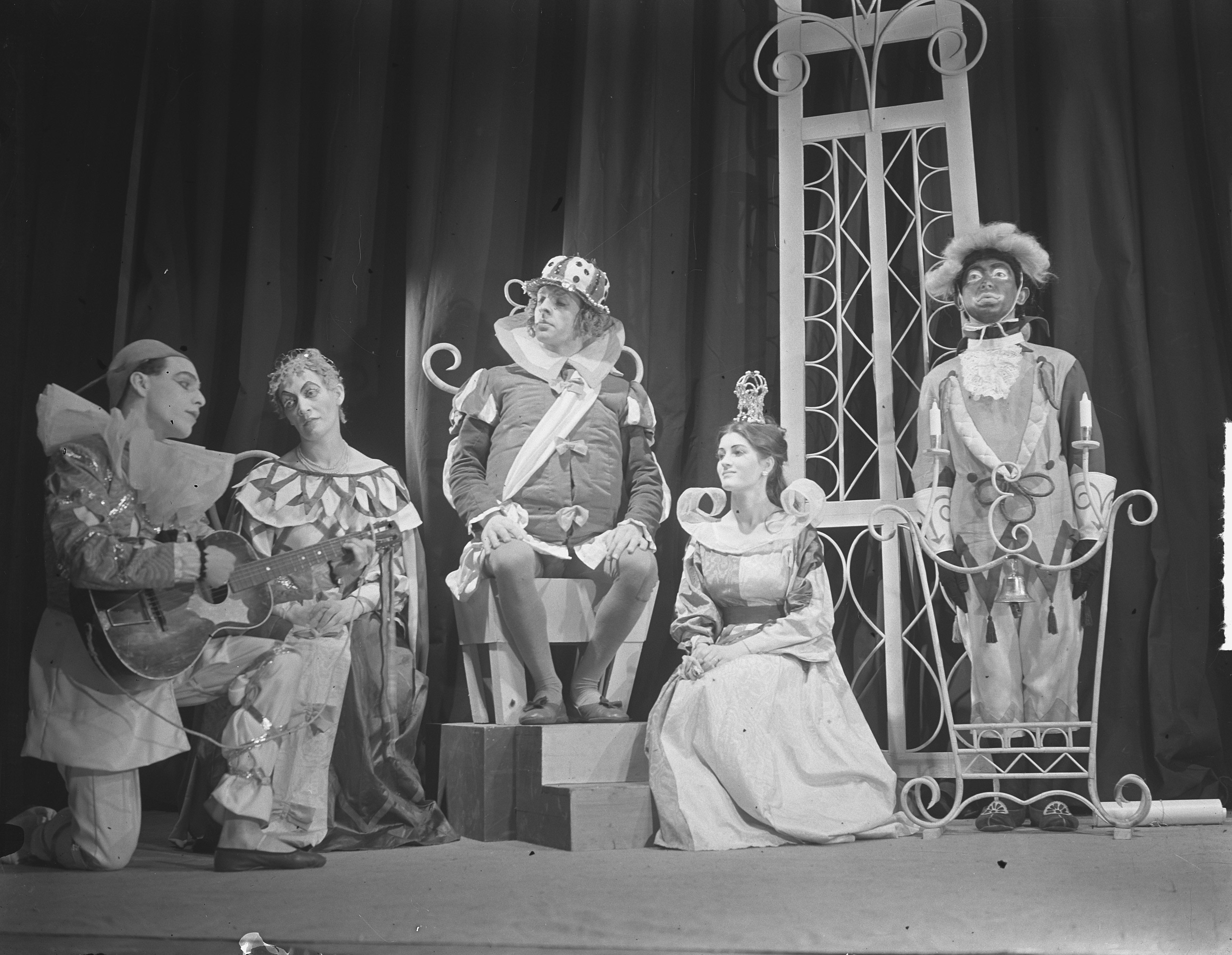
Lichtveld (tweede van rechts) met theatergroep "Puck", 1950

Lichtveld is de dochter van de kookboekenschrijfster Leni Mengelberg en schrijver Lou Lichtveld, beter bekend onder zijn schrijversnaam Albert Helman. Ze is de zus van Noni en Peter Lichtveld en het stiefkind van Benjamin Merkelbach, de tweede echtgenoot van haar moeder. Als 5-jarige verhuisde ze met haar ouders naar Spanje, waar die tot vlak voor het uitbreken van de Spaanse Burgeroorlog verbleven. Tijdens de Tweede Wereldoorlog is het gezin uitgeweken naar het doktershuis van Landsmeer wat in die periode funcitoneerde als een verzetsbasis voor een groot gezelschap kunstenaars en intellectuelen. Over deze periode publiceerde Lichtveld in 2002 het boek "Tussen doktershuis en stropaleis".
Als actrice debuteerde ze in 1949 in de rol van Puck in Een Midzomernachtdroom, die opgevoerd werd in de Amsterdamse Stadsschouwburg. Ze moest invallen voor Frits van Dijk, die zijn teen had gebroken tijdens de generale repetitie. Deze hoofdrol had ze ingestudeerd voor een productie van de Theaterschool, waar ze op dat moment derdejaars student was.
In mei 1950 behaalde ze haar einddiploma bij de Theaterschool. In de daaropvolgende september was ze betrokken bij de oprichting van Toneelgroep Puck. Op televisie was ze te zien in Varen is fijner dan je denkt (1957-1960) en te horen in de nagesynchroniseerde versies van de Lassie-films.
Voor de Kinderboekenweek van 1969 schreef Lichtveld "Spelen met spullen", een van de drie geschenken van dat jaar. Hierin gaf ze suggesties voor hoe kinderen zelf toneel konden spelen.
In 1957 werd haar stiefvader als stadsarchitect van Amsterdam verzocht in Huize Frankendael te gaan wonen. Kort daarna trok Lichtveld daar bij in samen met haar echtgenoot, advocaat Philip van Vliet, en pasgeboren baby. Tot 2005 vervulde zij daar de rol van gastvrouw.